# Procedimiento de construcción
Los Procedimientos de construcción constituyen los distintos procesos, sistemas y métodos disponibles para hacer realidad una obra siguiendo para ello un conjunto ordenado de reglas o prácticas constructivas basadas en la experiencia y en los conocimientos técnicos y científicos disponibles en ese momento, todo ello para conseguir construcciones útiles, seguras, económicas, estéticas, medioambientalmente aceptables y, a ser posible, perdurables en el tiempo.
Las obras y las construcciones que se realizan para satisfacer necesidades básicas como la seguridad, la vivienda o los transportes, deben ejecutarse siguiendo cierto orden o plan preestablecido según un conjunto de normas o reglas capaces de asegurar su éxito. 
En la literatura anglosajona la materia de Procedimientos de Construcción se recoge bajo la denominación de Construction Methods, a lo cual se le añaden en numerosas ocasiones los conceptos de Management, Equipment, o Planning. En nuestro ámbito, la asignatura se asocia con la maquinaria y los medios auxiliares y con la planificación y organización de las obras.
Para encuadrar históricamente la disciplina, se repasa a continuación el desarrollo histórico y el estado actual de los estudios de ingeniería civil en España y de la asignatura de Procedimientos de Construcción.
Si bien en el Real Decreto de 11 de enero de 1849 ya aparecían las asignaturas de Construcciones (primera parte) y Máquinas en el segundo curso, Construcciones (segunda parte), en tercer curso y Construcciones (tercera parte) en el cuarto y último curso de las enseñanzas de la Escuela Especial de Caminos, Canales y Puertos, los antecedentes de esta asignatura hay que buscarlos en el año 1939, recién terminada la guerra civil española. Se orienta en su origen hacia el empleo de una serie de máquinas y medios auxiliares que empiezan a estar presentes en las obras de aquel momento, en un país en plena reconstrucción. En sus inicios el contenido del programa incluía nociones sobre hormigoneras, equipos de bombeo, aire comprimido, maderas y cables. Era una asignatura de segundo año de la Escuela de Madrid que empezó a impartir el primer titular de la cátedra, el ingeniero alcoyano D. José Juan-Aracil Segura.
La asignatura va aumentando sus contenidos a principios de los años cuarenta, coincidiendo con la entrada en España de las primeras máquinas de obras públicas, fruto de la ayuda americana. Pasa a ser una materia anual que recibe el nombre de Maquinaria y Medios Auxiliares de Obra, que se imparte en el tercer año del plan de estudios de la Escuela, en aquel momento de cinco años.
Con el transcurso del tiempo, en España se van construyendo obras cada vez más complejas (presas, túneles, carreteras, etc.). Ello obliga a incluir en el programa las últimas novedades. Sin embargo, el abanico de maquinaria empieza a ser tan amplio que se abandona la explicación pormenorizada de cada máquina y se empieza a dedicar más tiempo a la gestión y funcionamiento de las máquinas y a su organización dentro del proceso constructivo. La asignatura pasa a llamarse Maquinaria Auxiliar y Organización de Obras, y en su programa se incluyen temas relacionados con el alquiler de maquinaria, talleres de obra y a entretenimiento y conservación de los equipos.
En el año 1975 se suprime en la Escuela de Madrid la asignatura de Construcción, y el Claustro aprueba crear una asignatura denominada “Procedimientos Generales de Construcción y Organización de Obras”, recomendando que se potencien los temas relacionados con la organización de obras, planificación, control y optimización de recursos. La Cátedra de Madrid pasó al Profesor José Luis Juan-Aracil López, que la ejerció hasta su  paso a Profesor Emérito.
En Valencia, la asignatura en el Plan anterior se denominó Procedimientos Generales de Construcción y Organización de Obras para pasa al nombre más corto de Procedimientos de Construcción, y su versión reducida para algunas especialidades de ingeniero de obras públicas, Maquinaria y Medios Auxiliares. El curso 2011-2012 es el primero en el que se están cursando las asignaturas Procedimientos de Construcción (I) y Procedimientos de Construcción (II) en el grado de Ingeniería Civil, debido a la adaptación a Bolonia de los planes de estudios.